# Cardiology
Cardiology – piąty album studyjny amerykańskiego zespołu Good Charlotte wydany 27 października 2010. Pierwszym singlem promujący album jest utwór "Like It's Her Birthday" wydany 24 sierpnia 2010.

## Lista utworów
1. Introduction to Cardiology  0:47
2. Let the Music Play 4:13
3. Counting the Days 2:52
4. Silver Screen Romance 3:11
5. Like It's Her Birthday 3:31
6. Last Night 3:41
7. Sex on the Radio3:17
8. Alive 3:14
9. Standing Ovation 3:40
10. Harlow's Song (Can't Dream Without You) 3:34
11. Interlude: The Fifth Chamber 1:30
12. 1979 3:01
13. There She Goes 3:23
14. Right Where I Belong 3:55
15. Cardiology 2:56